# Закон и порядок: Организованная преступность
Закон и порядок: Организованная преступность (англ. Law & Order: Organized Crime) — американский детективный телесериал, премьера сериала состоялась 1 апреля 2021 года на американском телеканале NBC. Главную роль исполняет Кристофер Мелони.
В мае 2022 года телесериал был продлен на третий сезон. 10 апреля 2023 года телеканал NBC продлил телесериал на четвёртый сезон. Премьера четвёртого сезона телесериала состоялась на NBC 18 января 2024 года. Телесериал был продлен на пятый сезон и будет выходить на Peacock. 
Первоначально шоураннером сериала стал Мэтт Олмстед, но он покинул проект еще до старта. С декабря 2020 года его место заняла Айлин Чайкен, её сменил в феврале 2022 года Барри О'Брайен. Шоураннером третьего сезона назначили Брайана Голубоффа, но тот ушёл после трёх месяцев работы.  Следующим стал Шон Яблонски, но он также ушёл с должности раньше, чем закончился сезон, и работу над последними эпизодами третьего сезона заканчивал уже Дэвид Грациано. Шоуранером четвёртого сезона стал Джон Шибан, но с производства пятого сезона его сняли.

## Сюжет
Эллиот Стейблер (Кристофер Мелони) возвращается в полицию Нью-Йорка после сокрушительной личной потери, чтобы бороться с организованной преступностью. Однако город и департамент полиции сильно изменились за десять лет его отсутствия, и он должен адаптироваться к системе уголовного правосудия.

## В ролях

### Основной состав
- Кристофер Мелони — Эллиот Стейблер
- Дилан Макдермотт — Ричард Уитли
- Тамара Тейлор — Анджела Уитли
- Эйнсли Сайгер — детектив Джет Слутмэкерс
- Даниэль Моне Труитт — сержант Айанна Белл

## Обзор сезонов
| Сезон | Сезон | Эпизоды | Дата показа      | Дата показа | Рейтинг Нильсона | Рейтинг Нильсона       |
| Сезон | Сезон | Эпизоды | Премьера         | Финал       | Ранк             | Зрители США (миллионы) |
| ----- | ----- | ------- | ---------------- | ----------- | ---------------- | ---------------------- |
|       | 1     | 8       | 1 апреля 2021    | 3 июня 2021 | 21               | 7.83                   |
|       | 2     | 22      | 23 сентября 2021 | 19 мая 2022 | 45               | 5.51                   |
|       | 3     | 22      | 22 сентября 2022 | 18 мая 2023 | 39               | 5.40                   |
|       | 4     | 13      | 18 января 2024   | 16 мая 2024 | 40               | 5.18                   |

## Список эпизодов

### Сезон 1 (2021)
| № общий | № в сезоне | Название                                                                         | Режиссёр         | Автор сценария                                                               | Дата премьеры  | Произв. код | Зрители в США (млн) |
| --- | ---------- | -------------------------------------------------------------------------------- | ---------------- | ---------------------------------------------------------------------------- | -------------- | ----------- | ------------------- |
| 1 | 1          | «Что произошло в Апулии» «What Happens in Puglia»                                | Фред Бернер      | История: Дик Вульф & Айлин Чайкен & Мэтт Олмстед Телеадаптация: Айлин Чайкен | 1 апреля 2021  | 101         | 7.86                |
| Эллиот Стейблер возвращается в полицию Нью-Йорка, чтобы сразиться с самыми могущественными организованными преступными синдикатами города и восстановить свою жизнь после разрушительной личной потери. Начало истории в Закон и порядок: Специальный корпус 22 сезон 9 серия                            |            |                                                                                  |                  |                                                                              |                |             |                     |
| 2 | 2          | «Организованная преступность не твоего отца» «Not Your Father's Organized Crime» | Кен Джиротти     | Айлин Чайкен                                                                 | 8 апреля 2021  | 102         | 4.84                |
| Белл и Стейблер приветствуют двух новых лиц в оперативной группе, и они расследуют два, казалось бы, не связанных преступления в надежде, что они будут связаны с их делом. |            |                                                                                  |                  |                                                                              |                |             |                     |
| 3 | 3          | «Поздоровайся с моими маленькими друзьями» «Say Hello to My Little Friends»      | Джон Дэвид Коулз | Рик Марин                                                                    | 15 апреля 2021 | 103         | 4.41                |
| Стейблер и Белл объединяются, чтобы расследовать важную зацепку. Уитли предпринимает шаги, чтобы поднять свой бизнес. |            |                                                                                  |                  |                                                                              |                |             |                     |
| 4 | 4          | «Материал, из которого сделаны сны» «The Stuff That Dreams Are Made Of»          | Фред Бернер      | Джульетта Лашински-Ревен                                                     | 22 апреля 2021 | 104         | 4.36                |
| В то время как Уитли празднуют важный день рождения, Бенсон присоединяется к семейному собранию Стейблеров. Белл расследует случайную смерть. Джет получает некоторый важный опыт. |            |                                                                                  |                  |                                                                              |                |             |                     |
| 5 | 5          | «Некачественный продукт» «An Inferior Product»                                   | Эрик Ла Саль     | Захари Рейтер                                                                | 13 мая 2021    | 105         | 4.45                |
| Стейблер сталкивается с последствиями неудавшегося наркобизнеса. Белл вынуждена выбирать между работой и своей семьей. У Джины появляется неожиданный посетитель. |            |                                                                                  |                  |                                                                              |                |             |                     |
| 6 | 6          | «Я поймал эту крысу» «I Got This Rat»                                            | Бетани Руни      | Жан Кен Фрейзер & Рик Марин                                                  | 20 мая 2021    | 106         | 4.24                |
| Пока Уитли согласовывает планы с новым клиентом, Ричи делает большой шаг в присоединении к семейному бизнесу. |            |                                                                                  |                  |                                                                              |                |             |                     |
| 7 | 7          | «Каждый когда-нибудь терпит побои» «Everybody Takes a Beating Sometime»          | Жан Де Сегонзак  | Маркус Дж. Гиллори                                                           | 27 мая 2021    | 107         | 4.04                |
| Семья Белл публично заявляет о своем судебном процессе, что приводит к почти мгновенным последствиям для работы. Анджела пытается вырвать своих детей из лап Уитли. Стейблер вносит последние штрихи в долгожданный план.                                                                                |            |                                                                                  |                  |                                                                              |                |             |                     |
| 8 | 8          | «Забудь об этом, Джейк, это китайский квартал» «Forget It, Jake; It's Chinatown» | Фред Бернер      | Захари Рейтер & Джульетта Лашински-Ревен                                     | 3 июня 2021    | 108         | 4.02                |
| Когда Уитли идет в суд, чтобы предстать перед множеством выдвинутых против него обвинений, Ричи предпринимает шаги, чтобы спасти себя и имя своей семьи. Моралес и Уошберн внимательно следят за своим звездным свидетелем. Белл и Стейблер должны справиться с внезапным развитием событий в этом деле. |            |                                                                                  |                  |                                                                              |                |             |                     |

### Сезон 2 (2021 - 2022)
| № общий | № в сезоне | Название                                                                      | Режиссёр    | Автор сценария                   | Дата премьеры    | Произв. код | Зрители в США (млн) |
| ------- | ---------- | ----------------------------------------------------------------------------- | ----------- | -------------------------------- | ---------------- | ----------- | ------------------- |
| 9       | 1          | «Человек без личности» «The Man With No Identity»                             | Бетани Руни | Айлин Чайкен & Кимберли Харрисон | 23 сентября 2021 | 201         | 4.18                |
| 10      | 2          | «Новый мировой порядок» «New World Order»                                     | Фред Бернер | Николь Битти                     | 30 сентября 2021 | 202         | 4.12                |
| 11      | 3          | «Преступник Эдди Вагнер» «The Outlaw Eddie Wagner»                            | Джон Полсон | Эрик Хэйвуд                      | 30 сентября 2021 | 203         | 4.12                |
| 12      | 4          | «Еще на несколько Леке» «For a Few Leke More»                                 | Неизвестно  | Неизвестно                       | 7 октября 2021   | 204         | 3.20                |
| 13      | 5          | «Хорошее, плохое и прекрасное» «The Good, the Bad, and the Lovely»            | Неизвестно  | Неизвестно                       | 14 октября 2021  | 205         | 3.32                |
| 14      | 6          | «Непростительный» «Unforgivable»                                              | Неизвестно  | Неизвестно                       | 21 октября 2021  | 206         | 3.02                |
| 15      | 7          | «Мошенник с высокими планами» «High Planes Grifter»                           | Неизвестно  | Неизвестно                       | 4 ноября 2021    | 207         | 3.25                |
| 16      | 8          | «Пепел к пеплу» «Ashes to Ashes»                                              | Неизвестно  | Неизвестно                       | 11 ноября 2021   | 208         | 3.04                |
| 17      | 9          | «Рождественский эпизод» «The Christmas Episode»                               | Неизвестно  | Неизвестно                       | 9 декабря 2021   | 209         | 3.50                |
| 18      | 10         | «Возмездие» «Nemesis»                                                         | Неизвестно  | Неизвестно                       | 6 января 2022    | 210         | 3.31                |
| 19      | 11         | «Таким, каким Ноттингем был для Робин Гуда» «As Nottingham was to Robin Hood» | Неизвестно  | Неизвестно                       | 13 января 2022   | 211         | 3.25                |
| 20      | 12         | «Как Яго для Отелло» «As Iago Is to Othello»                                  | Неизвестно  | Неизвестно                       | 20 января 2022   | 212         | 3.22                |
| 21      | 13         | «Как высокомерие по отношению к Эдипу» «As Hubris Is to Oedipus»              | Неизвестно  | Неизвестно                       | 24 февраля 2022  | 213         | 3.48                |
| 22      | 14         | «...Уитли становится более стабильным» «...Wheatley Is To Stabler»            | Неизвестно  | Неизвестно                       | 3 марта 2022     | 214         | 3.16                |
| 23      | 15         | «Захват» «Takeover»                                                           | Неизвестно  | Неизвестно                       | 10 марта 2022    | 215         | 3.11                |
| 24      | 16         | «Оружие и розы» «Guns & Roses»                                                | Неизвестно  | Неизвестно                       | 17 марта 2022    | 216         | 3.43                |
| 25      | 17         | «Не могу избавиться от суеты» «Can't Knock The Hustle»                        | Неизвестно  | Неизвестно                       | 7 апреля 2022    | 217         | 2.98                |
| 26      | 18         | «Измените правила игры» «Change The Game»                                     | Неизвестно  | Неизвестно                       | 14 апреля 2022   | 218         | 3.15                |
| 27      | 19         | «Мертвые президенты» «Dead Presidents»                                        | Неизвестно  | Неизвестно                       | 28 апреля 2022   | 219         | 3.18                |
| 28      | 20         | «Потерял одного» «Lost One»                                                   | Неизвестно  | Неизвестно                       | 5 мая 2022       | 220         | 4.08                |
| 29      | 21         | «Улицы наблюдают» «Streets Is Watching»                                       | Неизвестно  | Неизвестно                       | 12 мая 2022      | 221         | 3.16                |
| 30      | 22         | «Союзник или враг» «Friend or Foe»                                            | Неизвестно  | Неизвестно                       | 19 мая 2022      | 222         | 3.37                |

### Сезон 3 (2022 - 2023)
| № общий | № в сезоне | Название                                                              | Режиссёр   | Автор сценария | Дата премьеры    | Произв. код | Зрители в США (млн) |
| ------- | ---------- | --------------------------------------------------------------------- | ---------- | -------------- | ---------------- | ----------- | ------------------- |
| 31      | 1          | «Дай мне убежище, Часть 1» «Gimme Shelter, Part I»                    | Неизвестно | Неизвестно     | 22 сентября 2022 | 301         | 4.97                |
| 32      | 2          | «Все знают, что кости заряжены» «Everybody Knows the Dice Are Loaded» | Неизвестно | Неизвестно     | 29 сентября 2022 | 302         | 3.60                |
| 33      | 3          | «Поймай меня, если сможешь» «Catch Me If You Can»                     | Неизвестно | Неизвестно     | 6 октября 2022   | 303         | 3.00                |
| 34      | 4          | «Дух в небе» «Spirit in the Sky»                                      | Неизвестно | Неизвестно     | 13 октября 2022  | 304         | 3.12                |
| 35      | 5          | «Behind Blue Eyes»                                                    | Неизвестно | Неизвестно     | 27 октября 2022  | 305         | 3.18                |
| 36      | 6          | «Blaze of Glory»                                                      | Неизвестно | Неизвестно     | 3 ноября 2022    | 306         | 2.93                |
| 37      | 7          | «All That Glitters»                                                   | Неизвестно | Неизвестно     | 10 ноября 2022   | 307         | 3.00                |
| 38      | 8          | «Whipping Post»                                                       | Неизвестно | Неизвестно     | 17 ноября 2022   | 308         | 3.49                |
| 39      | 9          | «Last Christmas»                                                      | Неизвестно | Неизвестно     | 8 декабря 2022   | 309         | 3.28                |

### Сезон 4 (2024)
| № общий | № в сезоне | Название                                   | Режиссёр       | Автор сценария               | Дата премьеры  | Зрители в США (млн) |
| --- | ---------- | ------------------------------------------ | -------------- | ---------------------------- | -------------- | ------------------- |
| 53 | 1          | «Закоулки памяти» «Memory Lane»            | Джон Кассар    | Джон Шибан & Эми Джей Берг   | 18 января 2024 | 3.90                |
| Стейблеру приходится сталкиваться с быстрыми переменами на работе и дома после возвращения с опасного задания под прикрытием. Белл нанимает консультанта, чья программа по технологии искусственного интеллекта может революционизировать полицейское расследование. Джет и Рейес борются с отсутствием Уилана.                                             |            |                                            |                |                              |                |                     |
| 54 | 2          | «Избавь нас от зла» «Deliver Us From Evil» | Джонатан Браун | Бриджет Тайлер & Уилл Паскоу | 25 января 2024 | 3.71                |
| После смертельного взрыва, унесшего жизнь духовного лидера, Стейблер встречается с офицером, который убежден, что преступление является частью более масштабного заговора. Напряженность в оперативной группе растет, поскольку Джет изо всех сил пытается привлечь свою команду к программе Варгаса. Стейблер приветствует своего старшего брата в городе. |            |                                            |                |                              |                |                     |

## Производство

### Разработка
14 мая 2021 года телеканал NBC продлил телесериал на второй сезон. Премьера второго сезона состоится 23 сентября 2021 года.